# Hubert Baumgartner
Hubert Baumgartner   (Wolfsberg, 25 de febrer de 1955) fou un futbolista austríac de les dècades de 1970 i 1980.
Fou internacional amb la selecció de futbol d'Àustria. Pel que fa a clubs, destacà a Alpine Donawitz, Austria Viena, Recreativo de Huelva, Admira Wacker i VSE St. Pölten.
Trajectòria com a entrenador:
- 1990–1993 VSE St. Pölten
- 1993–1994 Rapid Viena
- 1995–1996 VSE St. Pölten
- 1997 FC Linz